# 七人画派

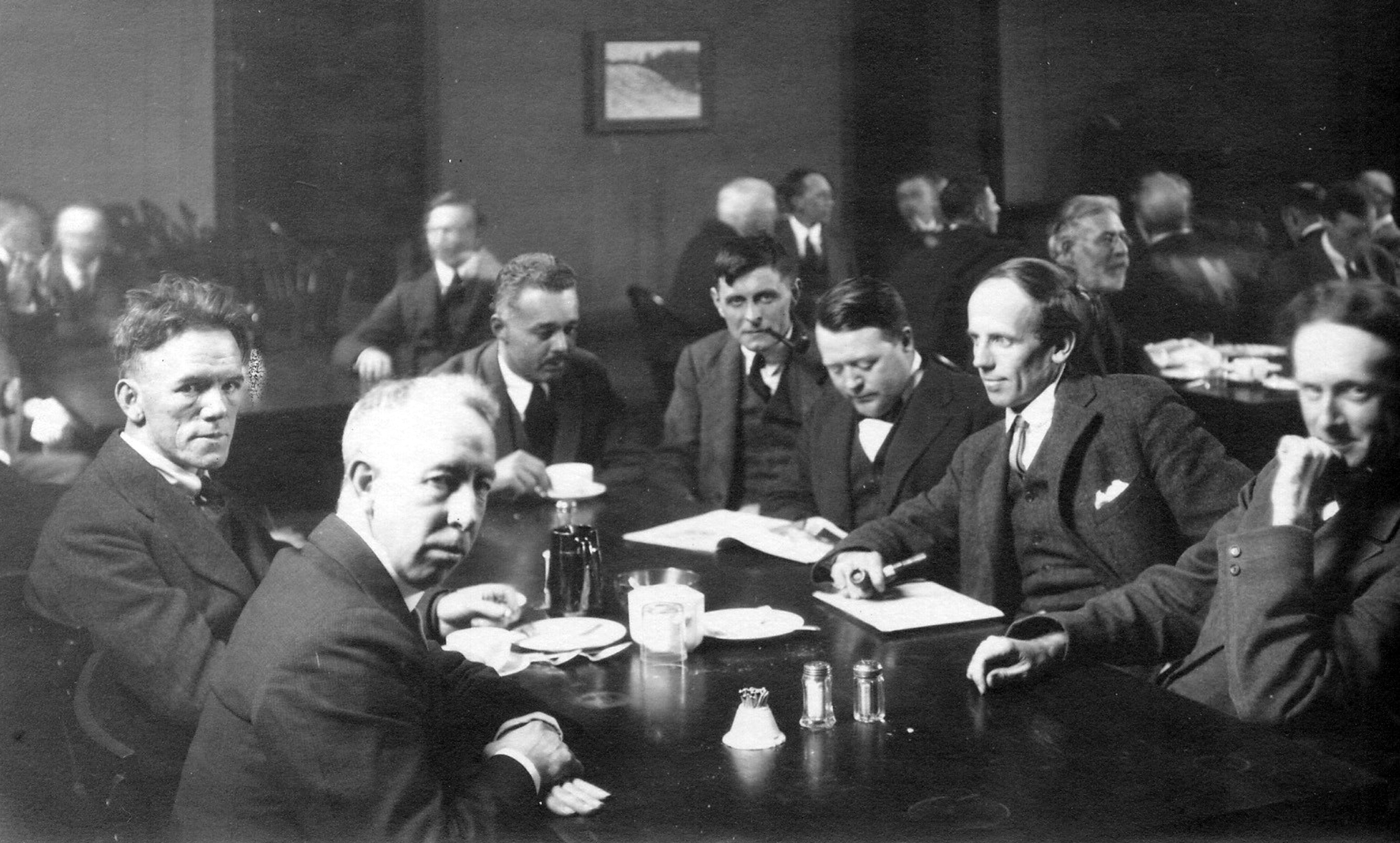
七人畫派的成員

七人画派（英語：Group of Seven），是以多伦多为中心的加拿大画家团体，致力于风景画创作（特别是北安大略题材），并创立一种民族风格。这个团体由T·汤姆森和J·E·H·麦克唐纳于1913年发起并领导，在20世纪20年代和30年代极有影响。